# Prefáció
A prefáció eukarisztikus (hálaadó) és megszentelő ima, a  szentmise bemutatásának központi, legkiemelkedőbb eseménye, melyet Krisztussal egyesült Egyház intéz az Atyához, megköszönve neki a megváltás kegyelmét, és felajánlva neki Krisztus áldozatát. A pap ünnepélyes felszólítással figyelmezteti a híveket, mielőtt belép e szent cselekménybe, melyet gyakrabban idézett névvel Kánonnak hívunk (nem a zenei kánon, hanem az eukarisztikus ima). Először változó szövegű hálaadó éneket, prefációt mond az Atyához az üdvösségszerzés egész művéért, vagy annak a liturgikus idő, az ünnep szerint egy mozzanatáért. Erre a Sanctus (Szent vagy) felel: a nép akklamációja, felkiáltása, melyben az égi seregekkel egyesülve énekkel vallja, dicsőíti, szemléli és imádja Isten szentségét.
A prefáció bevezetése és a Sanctus magyarul:
Pap: Az Úr legyen veletek!
Hívek: És a te lelkkeddel.
P: Emeljük föl szívünket!
H: Fölemeltük az Úrhoz.
P: Adjunk hálát Urunknak, Istenünknek.
H: Méltó és igazságos.
P: Mert bizony méltó és igazságos...
...vég nélkül mondjuk (zengjük): H: Szent vagy, szent vagy, szent vagy, mindenség Ura, Istene! Dicsőséged betölti a mennyet és a földet. Hozsanna a magasságban! Áldott, aki jön az Úr nevében. Hozsanna a magasságban.